# USシネマ千葉ニュータウン
USシネマ千葉ニュータウン（ユーエスシネマちばニュータウン）は千葉県印西市牧の原二丁目（千葉ニュータウン）にあるUSシネマ株式会社が運営するシネマコンプレックスである。
千葉ニュータウン地域初の大型シネマコンプレックスであり、ジョイフル本田千葉ニュータウン店に隣接する。

## 略歴
2005年8月6日に日活株式会社が経営、運営するシネマコンプレックス「シネリーブル千葉ニュータウン」として開館。シネリーブルを冠した劇場としては最もスクリーン数が多い映画館であった。2009年4月1日より日活が東京テアトルと業務提携したため、他のシネリーブルブランドの劇場と共に東京テアトルの運営となった。
2009年10月10日には、EXILEの松本利夫（MATSU）が、主演した映画『LONG CARAVAN』（ロングキャラバン）の舞台挨拶でシネリーブル千葉ニュータウンを訪れている。
2011年3月11日の東日本大震災でシアター7の天井が崩落するなどの大幅な損傷を受けた。復旧には多大なコストを必要とするため、東京テアトルは運営再開を断念。運営を引き継いだ千葉興行が「シネマックス千葉ニュータウン」と改称した上で、同年7月9日よりシネマ1〜6の運営を再開し、同年11月26日に全シネマが再開した。
2012年3月18日、『スター・ウォーズ エピソード1/ファントム・メナス』3D版の公開記念で、レイア・オーガナ役のキャリー・フィッシャーとアナキン・スカイウォーカー役のジェイク・ロイドがシネマックス千葉ニュータウンを訪れ舞台挨拶を行った。
2014年9月27日、『幻肢』の公開記念で、千葉県白井市出身の俳優・吉木遼（オスカープロモーション所属）と、同作の監督を務めた藤井道人がシネマックス千葉ニュータウンで舞台挨拶を行った。
2015年6月26日より、「USシネマ千葉ニュータウン」に館名変更。体感型上映システム『4DX』を導入しリニューアルオープンした。
2017年1月28日、『愛MY〜タカラモノと話せるようになった女の子の話〜』の公開記念で、出演した上西恵と門脇佳奈子、おかずクラブらがUSシネマ千葉ニュータウンで舞台挨拶を行った。

## 設備概要
映写室数は10スクリーン（1階に6スクリーン、3階に4スクリーン）あり、総座席数は1,729席。全席フットレスト付で、全館バリアフリー対応となっている。 
全館にデジタル音響システムを備えている他、2番目に大きい映写室シアター8（286席）には3Dデジタルシネマシステムを設置。またシネマックスに改称してからはソニーデジタルシネマ4Kを全スクリーンに導入している。
シネリーブル時代からレストラン「イタリアントマトカフェJr.」が2階に併設されていたが、USシネマへの改称に伴い2015年5月24日付で閉店している。
| シアターNo.       | 座席数 | 車椅子席数 |
| ----------------- | ------ | ---------- |
| 1                 | 178    | 2          |
| 2                 | 105    | 2          |
| 3                 | 178    | 2          |
| 4 （4DXシアター） | 128    | なし       |
| 5                 | 105    | 2          |
| 6                 | 105    | 2          |
| 7                 | 434    | 2          |
| 8                 | 286    | 2          |
| 9                 | 105    | 2          |
| 10                | 105    | 2          |

## 所在地
- 所在地：千葉県印西市牧の原2-2[2]
  - 旧住所：千葉県印西市草深1912-1[3]

### アクセス
自動車
- 専用駐車場なし(隣接するジョイフル本田の無料駐車場の利用を推奨する案内あり)
- 東関東自動車道千葉北インターチェンジ下車 - 千葉県道4号 - 国道464号、約18km。
- 常磐自動車道柏インターチェンジ下車 - 国道16号 - 国道464号、約27km。

公共機関
- 北総線 - 印西牧の原駅 徒歩15分
- 2010年3月28日までちばレインボーバス - 印西牧の原駅より、近隣施設間を循環する無料シャトルバス「クルバス」を土・日曜日・祝日運行を中心に運行されていた。

### 近隣商業施設
- ジョイフル本田千葉ニュータウン店
- ビッグホップガーデンモール印西
- 牧の原モア
- ケーズデンキ
- メガマックス